# Ковила вузьколиста
Ковила́ вузьколи́ста (Stipa tirsa) — рідкісна багаторічна рослина з родини тонконогових, один з найтиповіших злаків українських степів. Вид занесений до Червоної книги України. Кормова та декоративна рослина.

## Опис

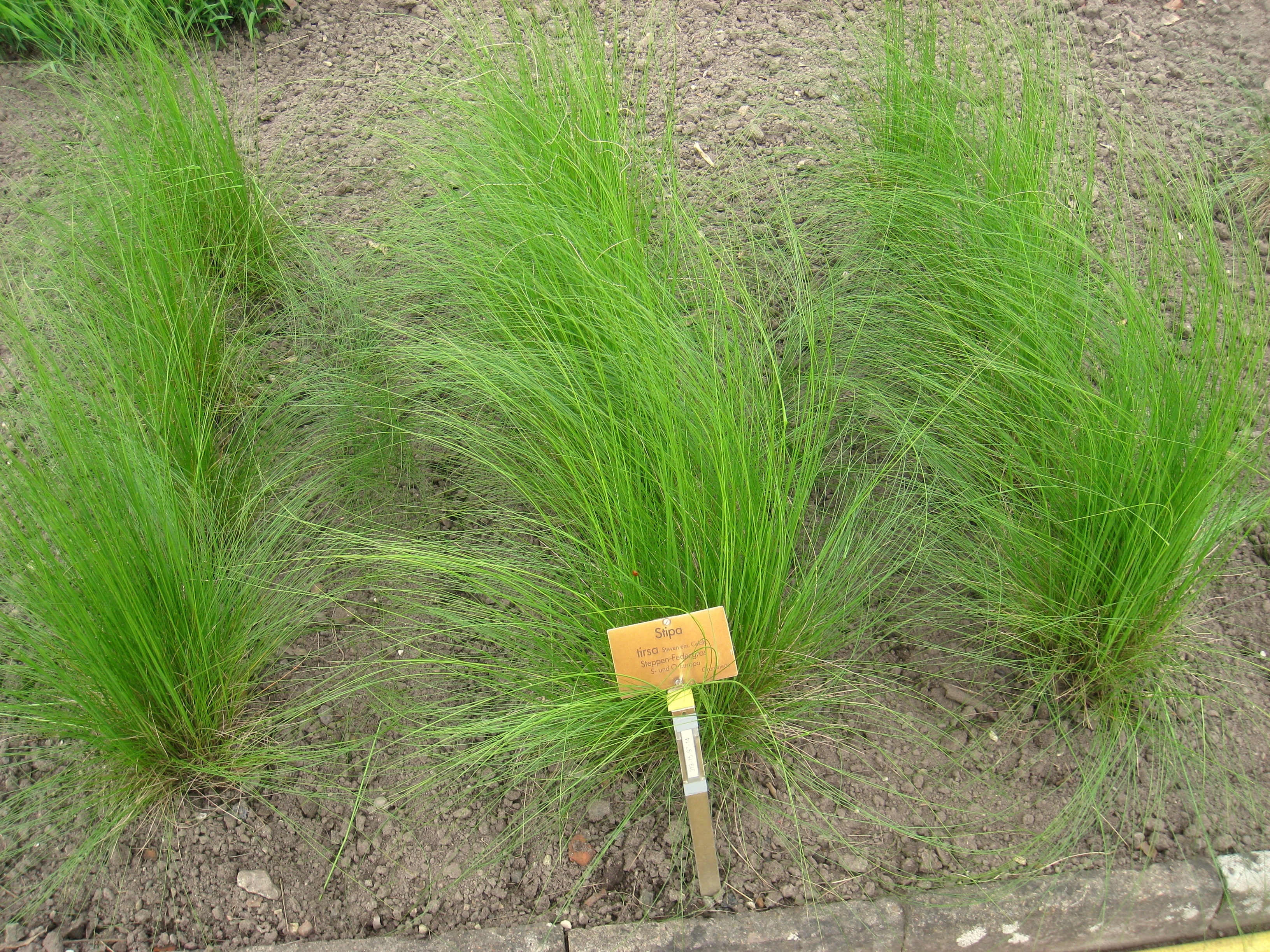
Вигляд дернин у культурі.

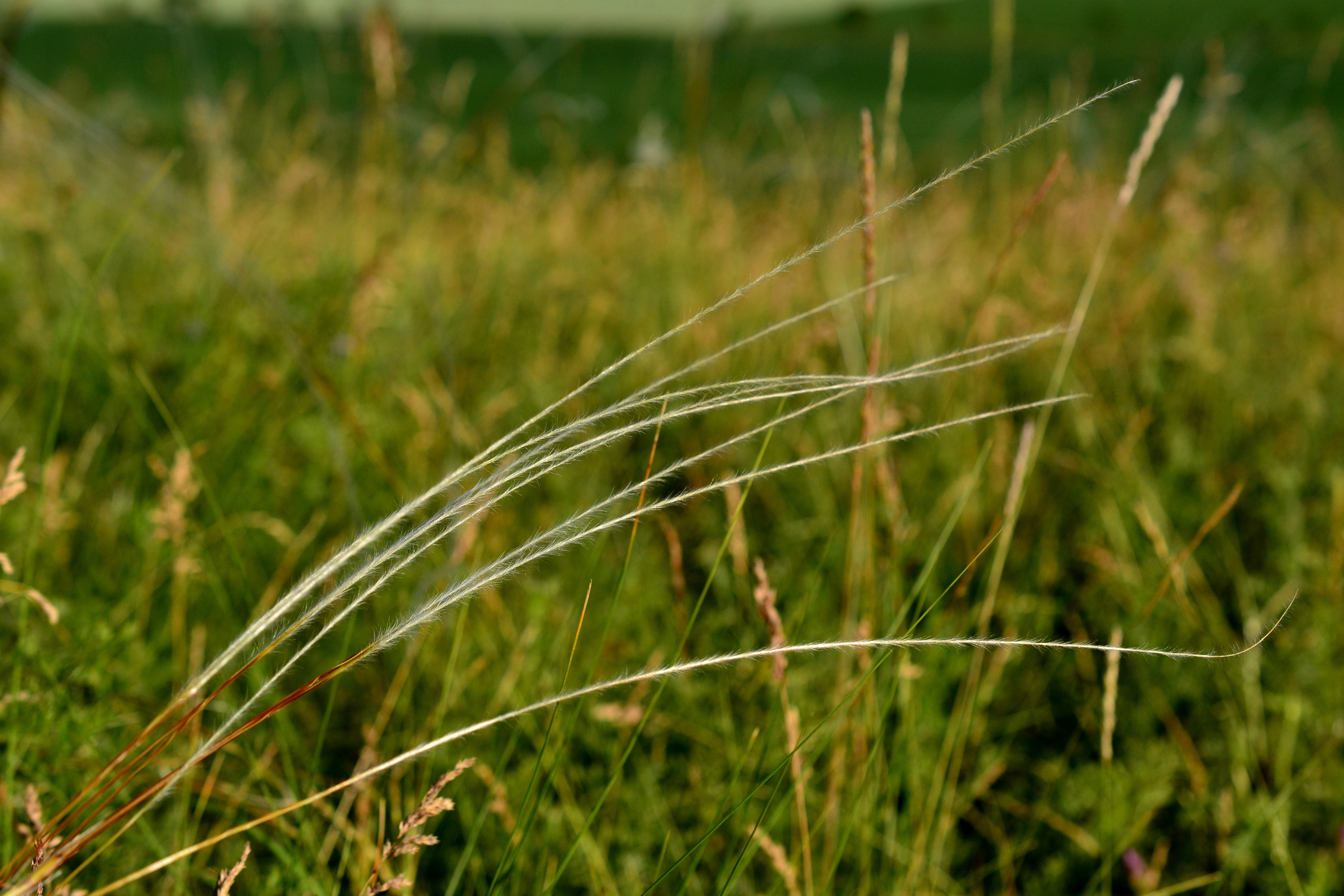
Суцвіття.

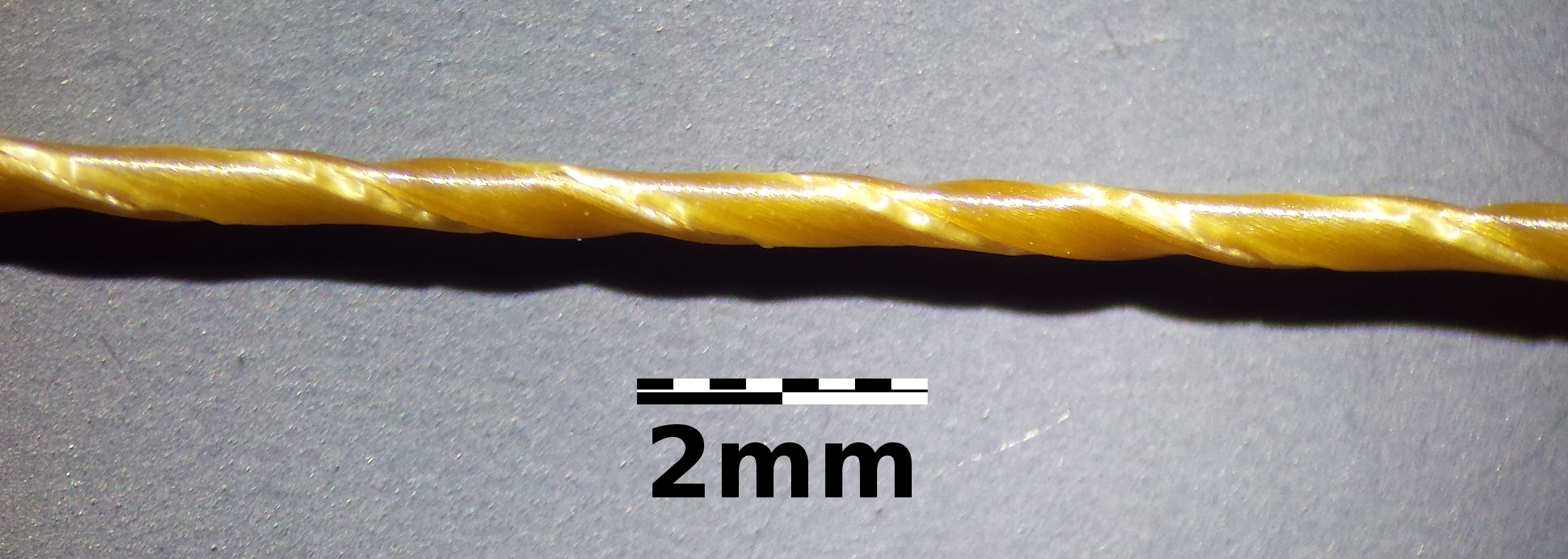
Скручена частина остюка сприяє його заглибленню у ґрунт.

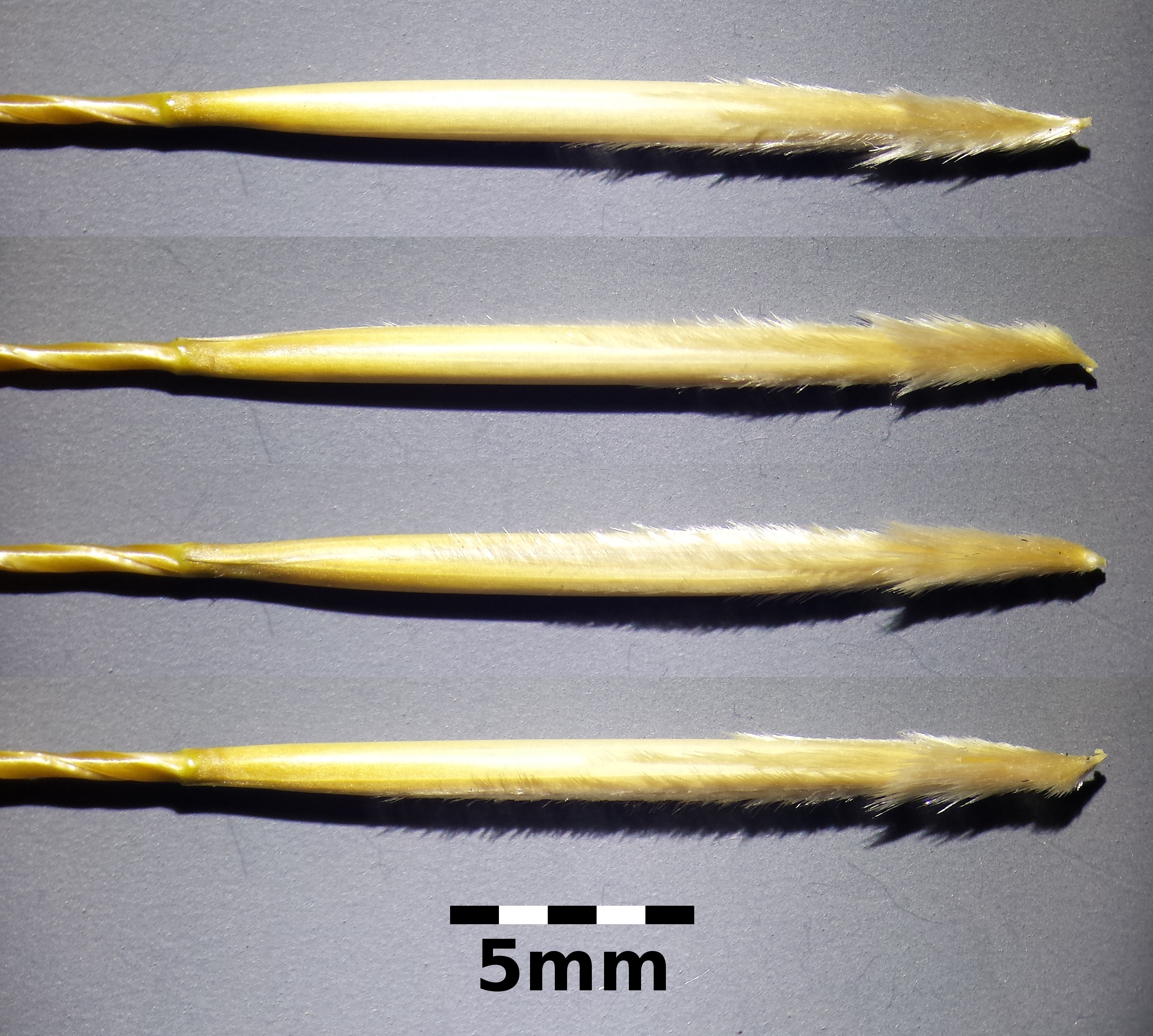
Загострені кінці насінин дозволяють їм проникати крізь степову підстилку, а волоски не дають насінню рухатися у зворотному напрямку.

Трав'яниста рослина 40—100 см заввишки, гемікриптофіт. Утворює щільні дернини. Корінь завдовжки до 1 м. Стебла голі, тільки у вузлах короткопухнаті. Міжвузля коротші за листки або дорівнюють їм. Листки зазвичай розпростерті по землі, щетиноподібні, щільно згорнуті, дуже тонкі (завширшки 0,3—0,6 мм), на верхівці волосоподібні, загострені, зовні шорсткі від щетиноподібних волосків, зсередини від голих до шорстких і розсіяно-волосистих. Язички листків неплідних пагонів 0,3 мм завдовжки.
Суцвіття — вузька, стиснута, негуста волоть до 15 см завдовжки, охоплена в нижній частині піхвою верхнього листка. Вона складається з одноквіткових колосків. Колоскові луски завдовжки 5-6,2 см, довгастозагострені. Нижня квіткова луска 18-20 мм завдовжки, у нижній частині сильно запушена, зберігається при достиганні плодів. Остюк 35—50 см завдовжки, двічі колінчастозігнутий, в нижній частині скручений, голий, у верхній — пірчастий. Плід — зернівка.

## Екологія та поширення
Ареал охоплює південну частину Центральної та Східної Європи, Середземномор'я, Малу Азію, Кавказ, південь Уралу та Західного Сибіру, а також північний захід Казахстану. В Україні трапляється у степових і лісостепових районах, Гірському Криму, дуже рідко — на Поділлі.
Рослина світлолюбна, жаро- та посухостійка. Зростає на розвинутих чорноземах у цілинних та вторинних лучних степах, на степових схилах (переважно північної орієнтації) та голих вершинах пагорбів, зрідка — на узліссях байрачних дібров та в заростях степових чагарників, кам'янистих степах. Уникає засолених ділянок і пісків. За сприятливих умов вкриває суцільним покровом великі ділянки, хоча власні асоціації утворює рідко, частіше зростаючи просто як домішка до великих видів ковили. Вид чутливий до витоптування, погано відновлюється після поїдання худобою.
Розмножується насінням. Квітне у травні — липні протягом 10—12 діб. Цвітіння клейстогамне, тобто відбувається у квітках, прихованих у середині піхви верхнього листка. Хазмогамне (відкрите) цвітіння у цього виду вважається аномалією. Плодоносить у червні-серпні.

## Значення і статус виду
Середня щільність популяцій становить 5-8 особин на 1 м². Найбільші за розміром осередки, де ковила вузьколиста панує у травостої, знаходяться на Донецькому кряжі. Головними чинниками, що спричинює скорочення чисельності виду, є винищення середовища існування внаслідок розорювання цілинних степів, весняних палів, надмірного випасання (особливо овець), скошування. Для збереження популяцій слід розширити межі заказника загальнодержавного значення «Карабі-Яйла», заборонити випасання овець на яйлах, розорювання степових ділянок, терасування та заліснення схилів.
В Україні ковила вузьколиста охороняється у наступних заповідниках та національних парках: Луганському (філії «Провальський Степ» та «Стрільцівський Степ»), Українському степовому (філія «Хомутовський степ»), Ялтинському гірсько-лісовому, Карадазькому, «Єланецький Степ», Галицькому. Культивується у Донецькому ботанічному саду та Ботанічному саду ім. О. В. Фоміна міста Києва. За межами України ковила вузьколиста має охоронний статус у Росії, де занесена до регіональних Червоних книг декількох областей.
Завдяки щільним дернинам ковила вузьколиста здатна затримувати часточки ґрунту, отже є цінною протиерозійною рослиною. В культурі цей вид стійкий, дає самосів.

## Синоніми
| - Stipa aperta (Janka) ex Celak. - Stipa cerariorum Pancic - Stipa cerariorum Panc. - Stipa longifolia Borbás - Stipa pennata f. glaucescens Novak - Stipa pennata var. stenophylla Lindem. - Stipa pennata var. tirsa (Steven) Novák | - Stipa pennata subsp. tirs (Steven) Kneuck. - Stipa pennata var. tirsa (Steven) Čelak. - Stipa schmidtii Woronow ex Grossh. - Stipa stenophylla (Lindem.) Czern. ex Trautv. - Stipa tirsa subsp. albanica Martinovský - Stipa tirsa f. glaucescens Soó |